# 聖デイヴィッド大聖堂
聖デイヴィッド大聖堂（せいデイヴィッドだいせいどう、セント・デイヴィッズ大聖堂、英語: St David's Cathedral、ウェールズ語: Eglwys Gadeiriol Tyddewi）は、ウェールズの最西端のカウンティ、ペンブルックシャーのセント・デイヴィッズにあるウェールズ聖公会の聖堂である。

## 歴史

### 修道院
西暦589年（601年、602年とも）に死去したメネヴィア（Menevia〈ウェールズ語: Mynyw〉、アイルランド語: muine と同じく「茂み」〈英: bush〉の意、現セント・デイヴィッズ）の修道院長、聖デイヴィッド（ウェールズ語: Dewi Sant、聖デウィ）により、530年頃、当初の修道院が創設された。この地はヴァリス・ロジーナ（Vallis Rosina〈ウェールズ語: Glyn Rhosyn、「小さな湿地の谷」〈英: ‘the valley of the little marsh’〉の意）とも称された。
645年から1097年にかけて、その一帯はヴァイキングらの侵略者に何度も攻撃されたが、アルフレッド王がウェセックス王国の知的生活の再構築にセント・デイヴィッズの修道院からの援助を要請したように、その地は宗教的かつ知的な中心地として注目されていた。999年の主教 Moregenau や1080年の主教アブラハムなど、聖職者の多くが侵略者や略奪者により殺害された。1891年に発見された「アブラハム・ストーン」として知られる1080年に殺されたアブラハムの子らの墓に捧げた石には、初期ケルトのシンボルが複雑に刻まれており、現在は門塔であるポルス・ア・トゥル (Porth-y-Tŵr) の大聖堂の展示のなかに常設展示されている。
1081年、征服王ウィリアムは祈念のためにセント・デイヴィッズを訪れ、そこが神聖かつ敬虔な場所と認めた。1089年、デイヴィッドの祠堂が破壊され、その貴金属が剥奪された。1090年には、ウェールズの学者フリギファルクが『デイヴィッドの生涯』 (“The Life of David”) をラテン語で記し、デイヴィッドの神聖さを際立たせたことで、彼は初期のほとんど崇敬聖人（英: cult）的な地位を得た。

### 大聖堂
1115年、ノルマン朝の支配する地域において、イングランド王ヘンリー1世は、セント・デイヴィッズ主教としてノルマン人主教ベルナルド（Bernard、1115-1147年）を任命した。彼は始めに修道院内の活動を改善し、そして新しい大聖堂の建設に着手した。1123年、教皇カリストゥス2世は、セント・デイヴィッズに教皇の特権を授け、教皇は、そこを西洋の巡礼の中心として、「セント・デイヴィッズの2度の巡礼はローマ（バチカン）への1度の巡礼と等しく、3度の巡礼はエルサレムへの1度と同等である」と布告した。新しい大聖堂は直ちに建設され、それは1131年に主教ベルナルドにより奉献された。

### 再建築
1171年と1172年のイングランド王ヘンリー2世の訪問において、デイヴィッドの崇拝者は増加し、より大きな大聖堂の必要性が見られた。現在の大聖堂は、主教ピーター・ド・レイア（1176-1198年）のもと、1181年（もしくは1182年）に着工され、おそらく補佐役のジェラルド・オブ・ウェールズ（ジェラルド・ド・バリ〈ギラルドゥス・ド・バリ、Giraldus de Barri〉）と共同で、間もなく完成した。その初期の段階に新しい建造物およびその一帯を襲った問題としては、1220年の新しい塔の崩壊や、1247年ないし1248年の地震による被害がある。その後、1275年に聖デイヴィッドの祠堂が建立されている。

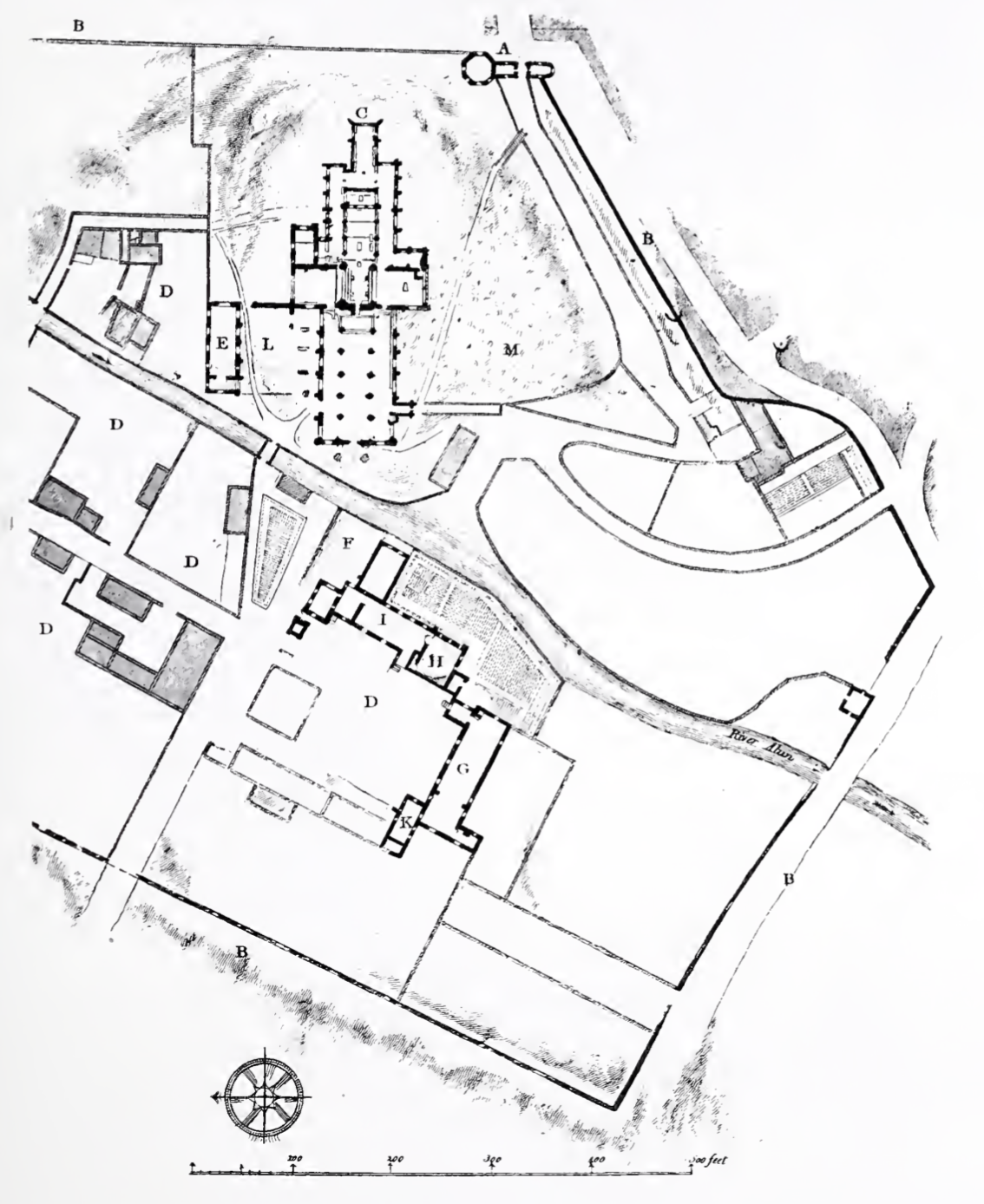
大聖堂構内の概要図（上: 東）
囲壁内の大聖堂（上）、主教宮殿（下）。ポルス・ア・トゥル（上端）1899年

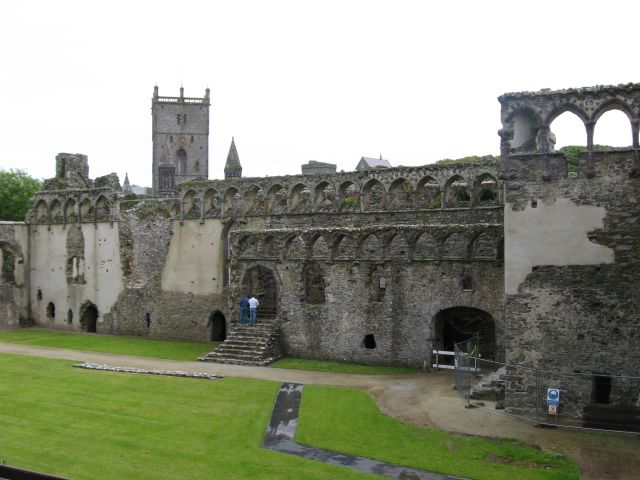
セント・デイヴィッズ主教宮殿の中庭と東面（後方に大聖堂）

14世紀中頃、主教ヘンリー・ガウアー（1328-1347年）のもとで大聖堂は内陣障壁をもつ身廊やクワイヤなどのほか、さらに大規模な改装が施され、また、主教宮殿（セント・デイヴィッズ主教宮殿）が、ガウアーの監督制の不変的記念物として計画・構築された（宮殿は今日多くが崩壊している）。
1365年、主教アダム・ホートンとそれにジョン・オブ・ゴーントは、セント・メアリーズ・カレッジ (St Mary's College) と礼拝堂 (Chantry) の構築した。彼は後に大聖堂にそれを接続する回廊の追加にも着手した。
16世紀、主教エドワード・ヴォーン（Edward Vaughan、1509-1522年）のときには、扇形ヴォールトを用いた聖三位一体礼拝堂 (Holy Trinity chapel) の建造が見られた。また、この時代には屋上およびオークの天井が1530-1540年にかけて構築され、身廊の大きな進展が見られる。プロテスタントとしての主教ウィリアム・バーロウ（William Barlow、1536-1548年）は、歴代の主教とは異なり、デイヴィッドに追随することへの抑制を図り、聖デイヴィッドの祠堂から宝飾を剥奪し、1538年には「迷信」を打ち消すために、聖デイヴィッドおよび同時代の聖ユスティニアンの遺物を取り除いた。1540年には、リッチモンドの伯爵でヘンリー7世の父であるエドマンド・チューダーの亡き骸が、カーマーゼンの解散したグレイフライアー小修道院 (Greyfriars' Priory) の墓から運ばれ、祭壇のある内陣の手前に安置されている。
オリバー・クロムウェルのもとでのイングランド共和国の設立は、多くの大聖堂や教会、特にセント・デイヴィッズにも大きな影響をもたらした。1648年、大聖堂はほとんど議会の部隊により破壊され、主教の宮殿の屋根からは鉛が剥ぎ取られた。

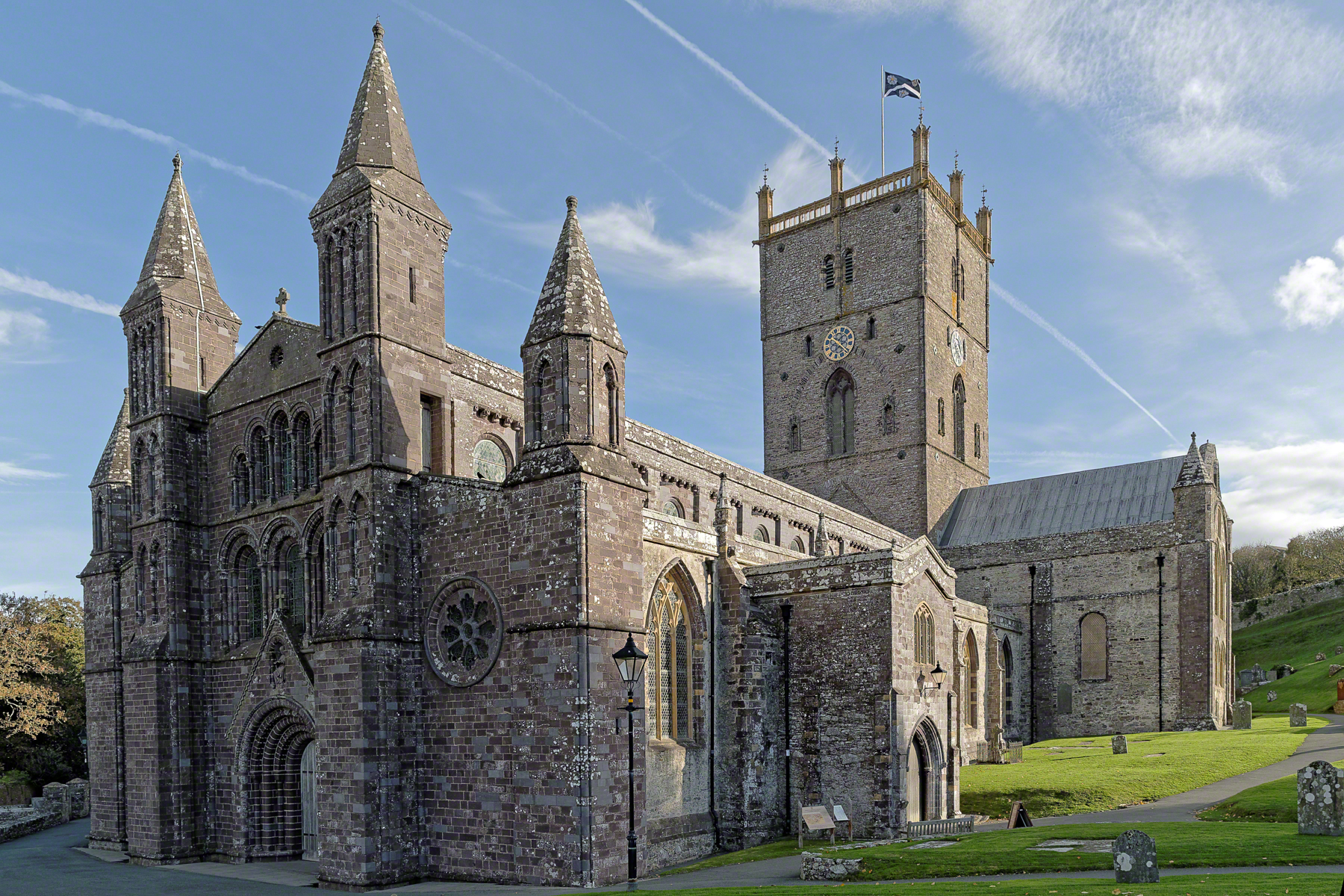
西端の正門より後方の袖廊

### 修改築

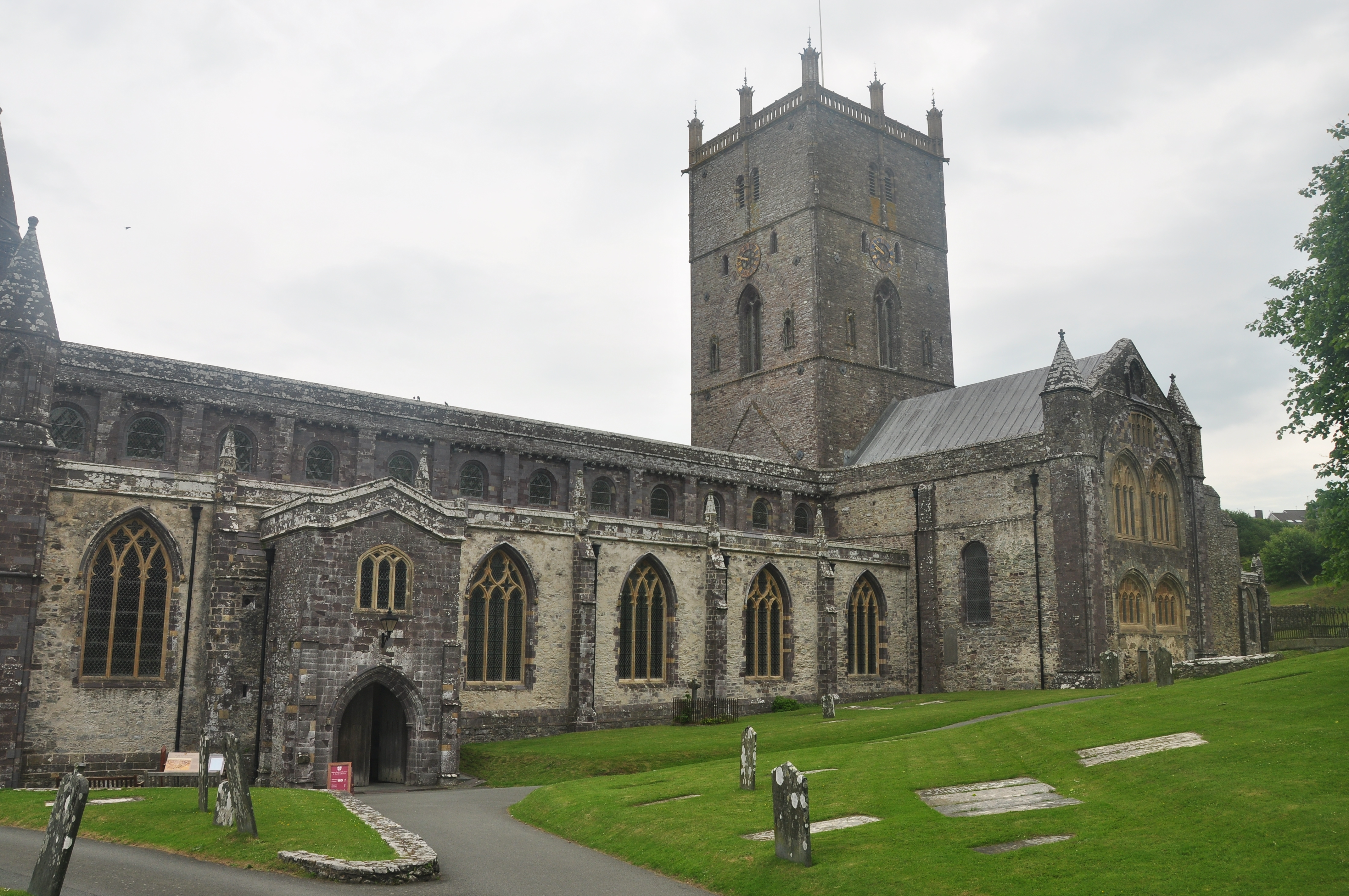
南の張り出し玄関（左）より中央塔・南翼廊（右）

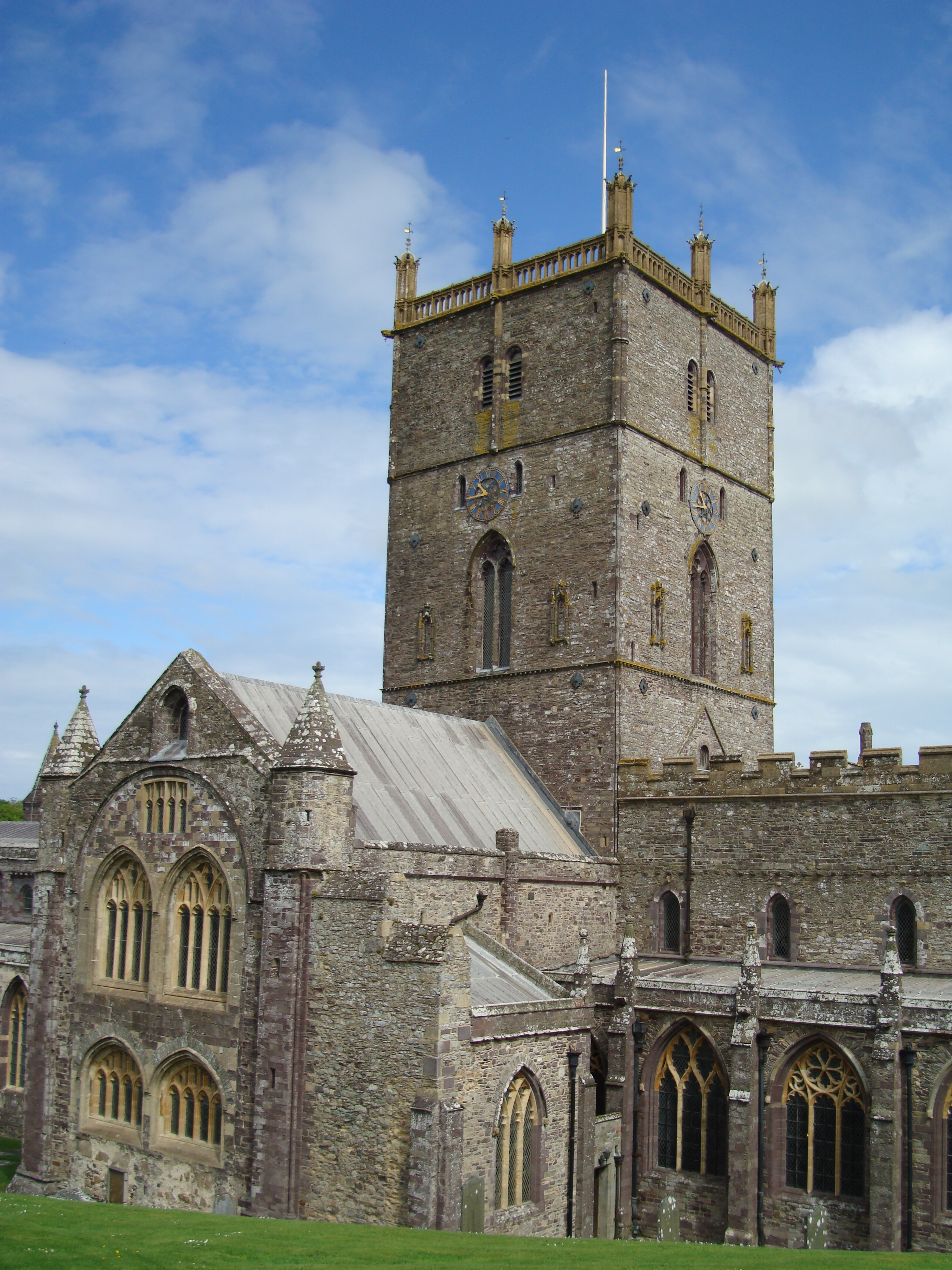
南翼廊と中央塔

18世紀末、ウェールズの建築家ジョン・ナッシュは、西側正面を復元し、200年前の破損を修復するよう依頼された。1793年に改築されたその様式は、ゴシック調（初期ゴシック・リヴァイヴァル建築）であり、その後、西正面のはざま飾りに再利用するため、セント・メアリーズ・カレッジの礼拝堂の窓の一部を壊したことが明らかになるなど、彼の仕事はすぐに低水準であることが判明した。半世紀のうちにナッシュの西正面は崩れるようになり、1862年から1877年にかけて建物全体がジョージ・ギルバート・スコットにより修復された。1901年には聖母礼拝堂が息子のジョン・オルドリッド・スコットのもと、一般の寄付により修復され、東の礼拝堂は、1900年から1910年にかけて、メイドストーン伯爵夫人 (Countess of Maidstone) の遺産により復元された。
大聖堂は、ウェールズにあるすべての教会と同様、1923年の国教会制廃止の痛手を受けた。セント・デイヴィッズ教区は、新しくスウォンジー・ブレコン教区を構成するため、ブレコン大執事区 (Archdeaconry of Brecon) を撤廃することでより小規模になった。また一方、この地の治める教区の広域を残して、セント・デイヴィッズは教区の中心地として衰退し始め、その中心からかけ離れていった。16世紀以来、主教の居住はカーマーゼンにあったが、現在、本部や中心は大聖堂から教区で最大の町に移っている。
1950年代に師カール・ウィットン＝デイヴィス (Carl Witton-Davies) が大聖堂の主任司祭 (dean) に任命された。30歳代で任命された彼の推進的な構想や行動力は、オックスフォード大執事 (Archdeacon of Oxford) の昇任を思わせるようないくつかの提言を示したものの束の間に終わった。しかし、教会に残る彼の任期によりその地位を退かなかった。大聖堂が再び活力をもち始めると、セント・デイヴィッズへの有名なウェールズ青年巡礼 (Cymry'r Groes) が教会の礼拝生活へと多くの者を導き、ウェールズの教会に良き聖職者を10年間提供した。
1960年代、大聖堂教区の利用および美術展や詩の朗読会の場として使用するための大聖堂の会館として、セント・メアリーズ・カレッジの修復が見られた。それは1966年に主教エドウィン・モリス (Edwin Morris) によって献呈され、その第1回記念行事は、バンゴール教区の主教代理を務めた有名な詩人 R・S・トーマスによる詩の朗読であった。
1980年代には大聖堂の歴史的公式行事が数多く行われた。1981年、ウェールズ公チャールズ（のちのチャールズ3世）が大聖堂の奉献800周年の式典に出席した。また、1982年の洗足木曜日、女王エリザベス2世が大聖堂において王室洗足式の硬貨 (Maundy Coin) を分配した。これは、その式典が初めてイングランドの外で執り行なわれたものであった。1989-1990年には聖デイヴィッド没後1400周年が、ウェールズ大主教でセント・デイヴィッズ教区の主教でもあったジョージ・ノークスの主催により行なわれた。その後、イギリス政府はセント・デイヴィッズに「シティ」の称号の復帰を決定し、1995年6月1日、女王エリザベス2世により正式に授けられた。
1994年、主任司祭に任命されたウィン・エヴァンスの前には多くの課題が累積していた。新しいオルガンがどうしても必要であり、そして西側正面は大規模な修復が求められた。その時期、大聖堂では鐘塔内にビジターセンターを設けてその将来性に投資することや、鐘を8口から10口に増やして鐘の音を大きくすること、また、大聖堂の回廊の「再建」ないし補完により、大聖堂聖歌隊や教区委員会の建物、教育室、教区用の部屋、それに初期の修道院を想起させるような食堂（リフェクトリー、refectory）なども思案された。最初の事業は西側正面の修復であり、1998-2001年になされ、それには当初の採石場として再開されたケアバーディー湾 (Caerbwdi Bay) の石が使用された。オルガンはハリソン・アンド・ハリソンにより、再建される時期に間に合うよう、1998年9月に解体が完了した。2000年に完成したオルガンは、同年10月15日に奉納された。

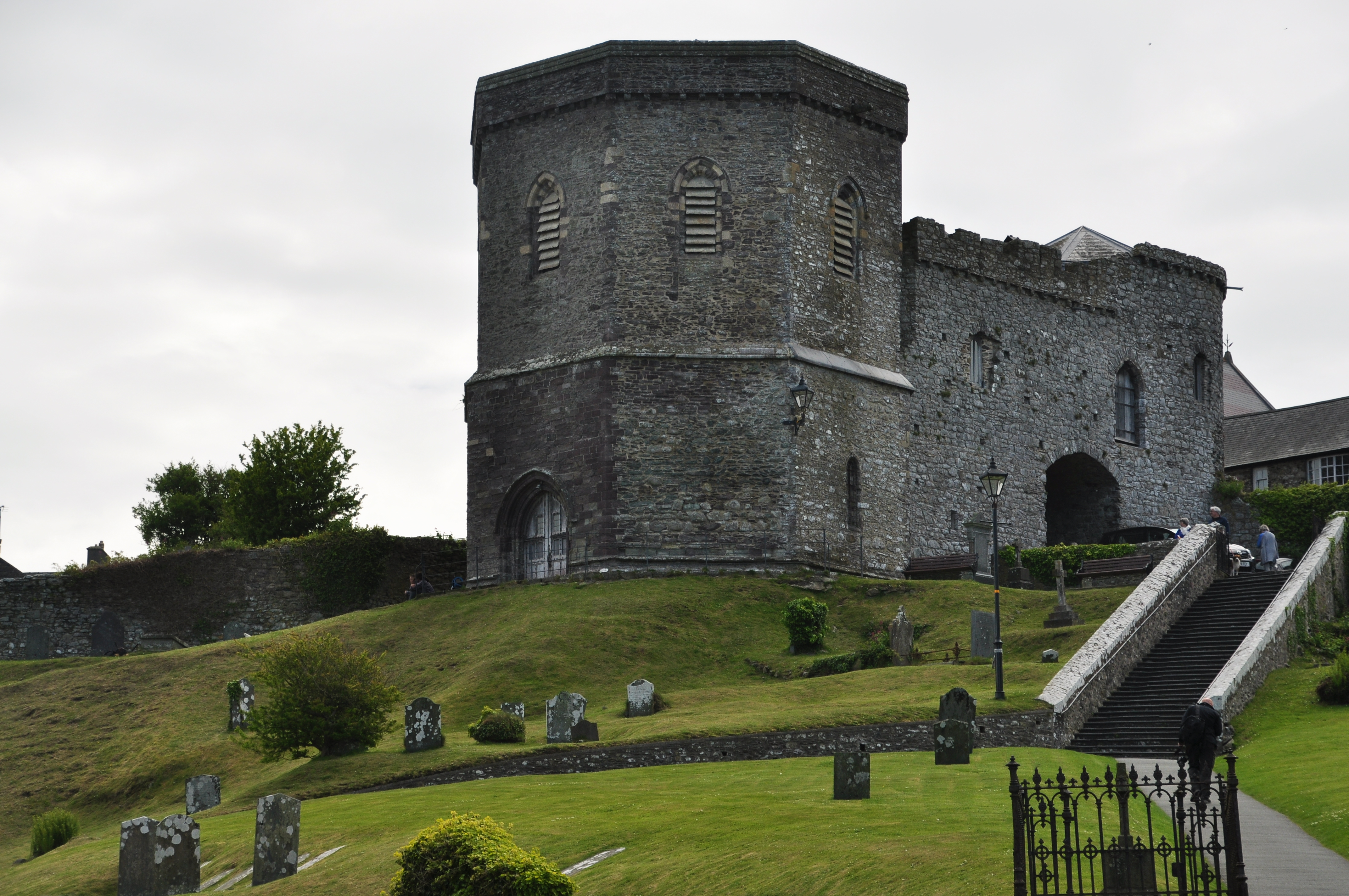
大聖堂から見たポルス・ア・トゥル (Porth-y-Tŵr)

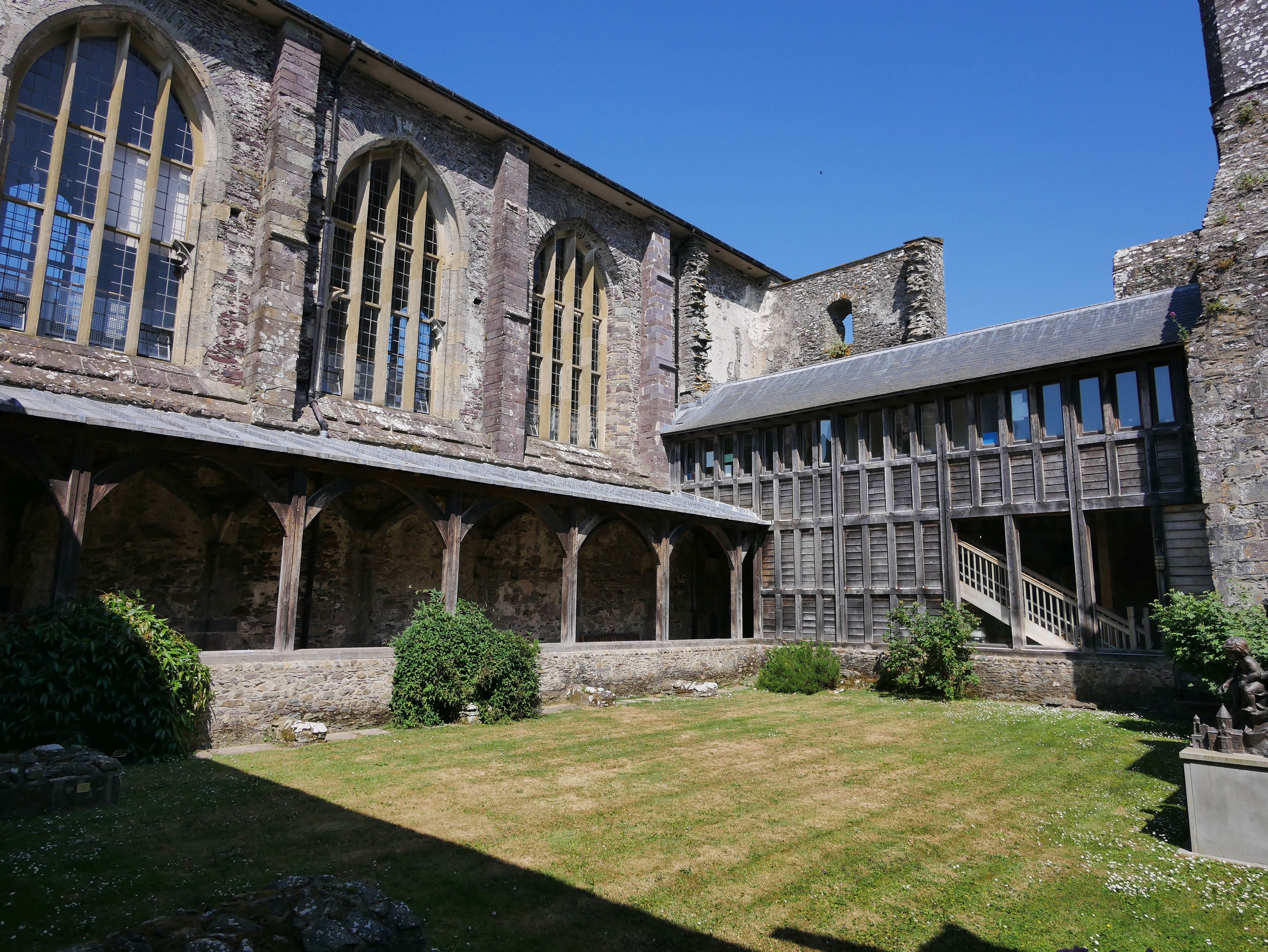
改修された回廊および食堂（リフェクトリー、refectory）

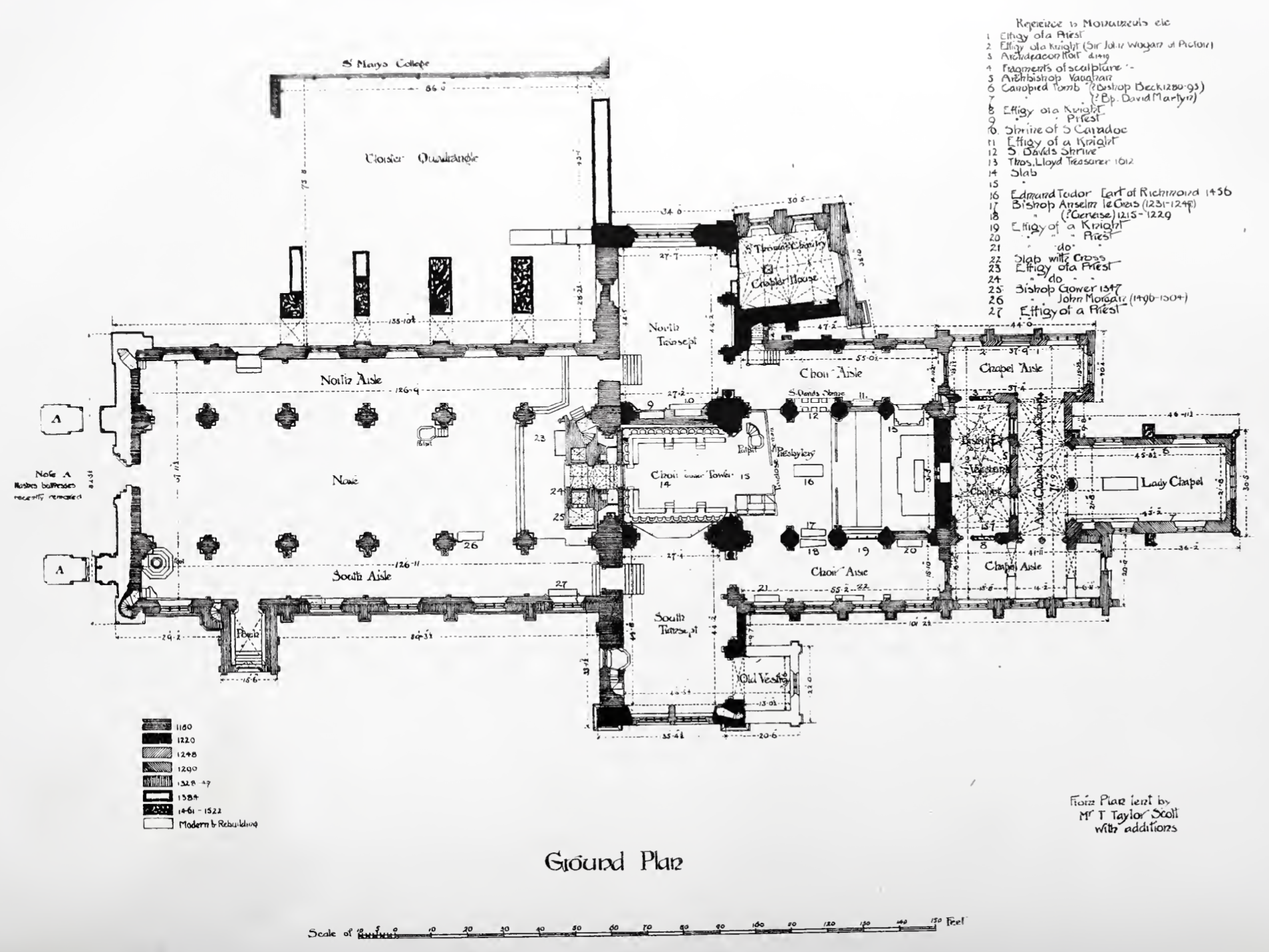
大聖堂の平面図（上: 北）
1899年

一連の鐘 (ring of bells) は、2口がロンドンのホワイトチャペル・ベル・ファウンドリーにより鋳造され、2001年3月1日、American Friends of St Davids Cathedral からの進物として奉納された。10口の鐘の残る8口の鐘は、1928年にロンドンの Mears & Stainbank で鋳造されたものである。鐘は1730年より大聖堂の中央塔に掛けられておらず、1931年から、古来のゲートハウス（門塔）であるポルス・ア・トゥルにつながる13世紀の鐘楼 (Bell Tower) にある。
| 鐘 | 重量  | 重量  | 音 | 直径  | 直径  | 鋳造年 | 鋳造所                   |
| 鐘 | lb    | kg    | 音 | in    | mm    | 鋳造年 | 鋳造所                   |
| -- | ----- | ----- | -- | ----- | ----- | ------ | ------------------------ |
| 1  | 591   | 268   | F♯ |       |       | 2000   | Whitechapel Bell Foundry |
| 2  | 611   | 277   | E  |       |       | 2000   | Whitechapel Bell Foundry |
| 3  | 638   | 289   | D  | 30.00 | 762   | 1928   | Mears & Stainbank        |
| 4  | 667   | 303   | C♯ | 31.00 | 787   | 1928   | Mears & Stainbank        |
| 5  | 797   | 362   | B  | 33.00 | 838   | 1928   | Mears & Stainbank        |
| 6  | 955   | 433   | A  | 35.75 | 908   | 1928   | Mears & Stainbank        |
| 7  | 1,207 | 547   | G  | 39.00 | 991   | 1928   | Mears & Stainbank        |
| 8  | 1,311 | 595   | F♯ | 41.00 | 1,041 | 1928   | Mears & Stainbank        |
| 9  | 1,934 | 877   | E  | 46.00 | 1,168 | 1928   | Mears & Stainbank        |
| 10 | 2,797 | 1,269 | D  | 52.00 | 1,321 | 1928   | Mears & Stainbank        |

回廊を教育センターや食堂（リフェクトリー）として再構築する大作業は2003年に始まり、2007年5月に完成した。2009年、ウィン・エヴァンスが主任司祭から主教へと移り、追ってジョナサン・リーンが主任司祭に任命された。
2012年、聖デイヴィッドの日（セント・デイヴィッズ・デイ）である3月1日に、復元された聖デイヴィッドの祠堂の除幕式および再奉納が主教ウィン・エヴァンスにより行われ、5日間の祝祭が開催された。

## 内部

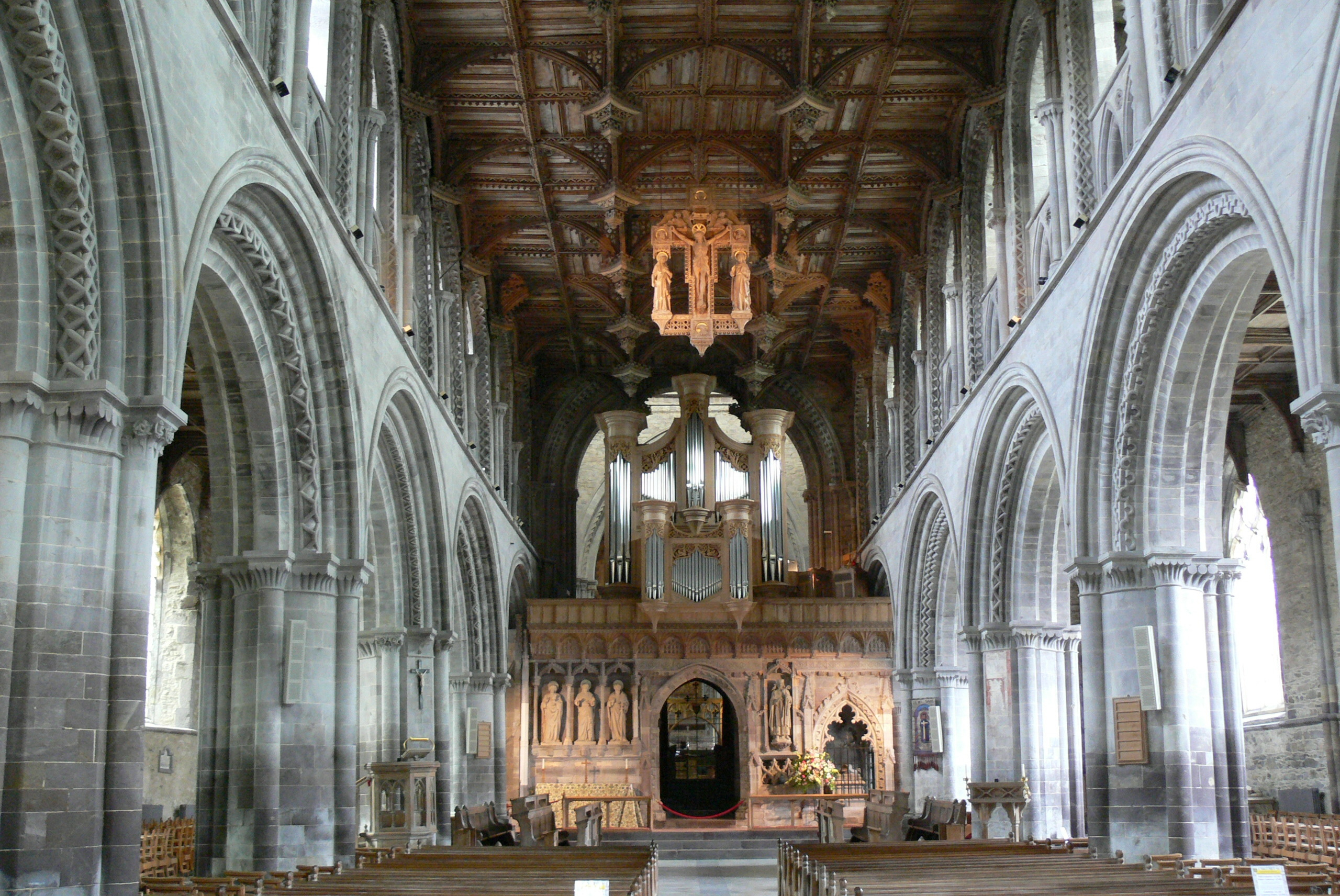
大聖堂の身廊。12世紀のアーケード（拱廊）、14世紀の内陣障壁、16 世紀の天井、20世紀のオルガンなどの東方向の景観

大聖堂の西正面は塞がれており、大聖堂の入口は南側の西端にある。身廊に入場するこの張り出し玄関（ポーチ、Porch）は、14世紀、主教ヘンリー・ガウアーの時代に追加されている。

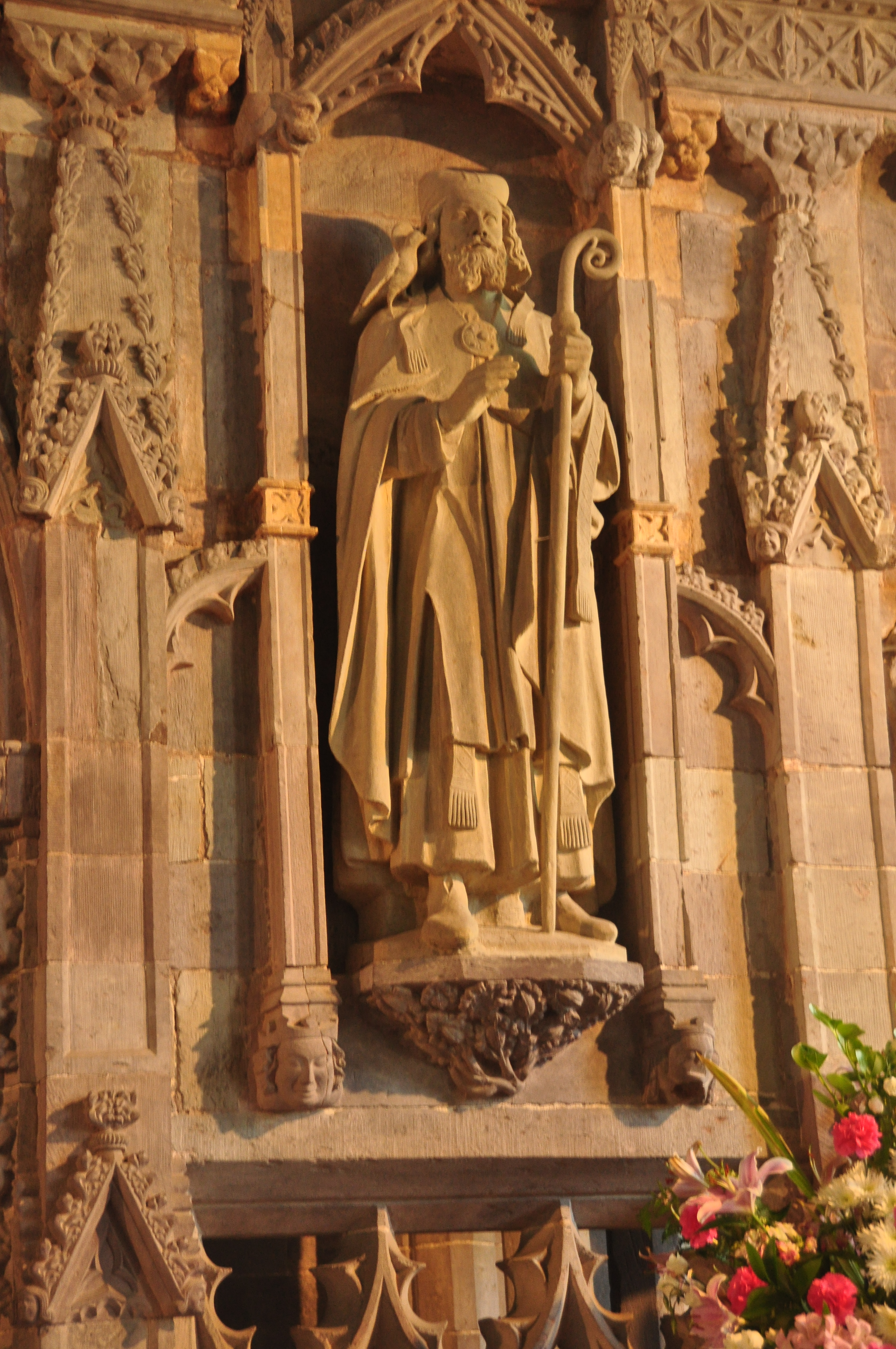
肩にハトを乗せた聖デイヴィッド像

### 身廊
身廊 (Nave) の通路のアーケード（拱廊）は、ノルマン様式のロマネスク建築である上部半円形のアーチがある。一方、その上部のトリフォリウムには、細く尖った初期のイギリス・ゴシック建築のアーチが見られることから、ノルマン移行様式に位置づけられる。身廊の上には緻密な彫刻が施された16 世紀の木製（オーク）の天井がある。また、東の壁側には彫刻で装飾された14 世紀からの内陣障壁があり、身廊の端を形成している。その障壁ないしプルピトゥムの南側付近には、当時の主教ヘンリー・ガウアー自身による壊れた墓がある。

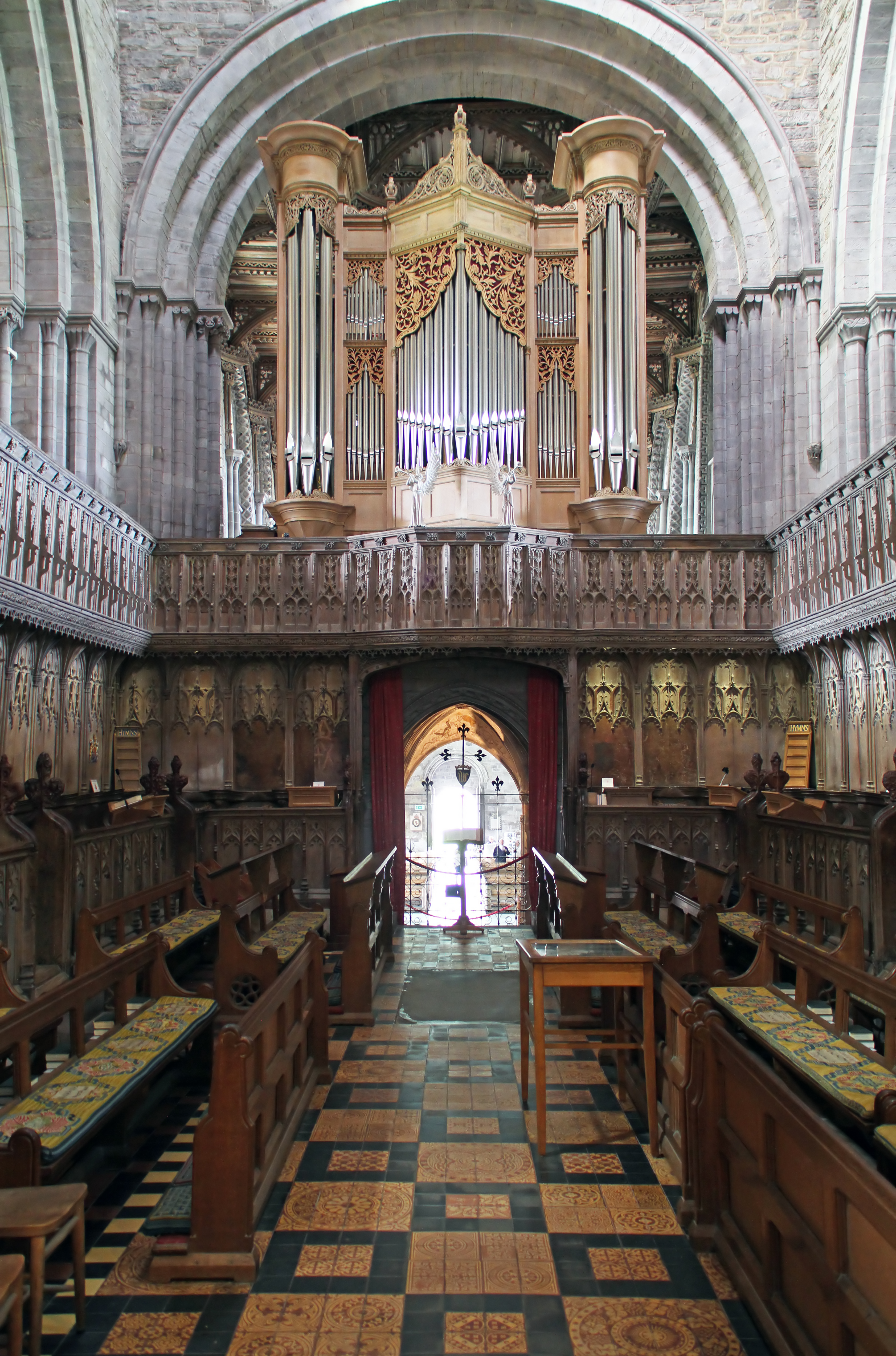
袖廊の中央塔下に位置するクワイヤ

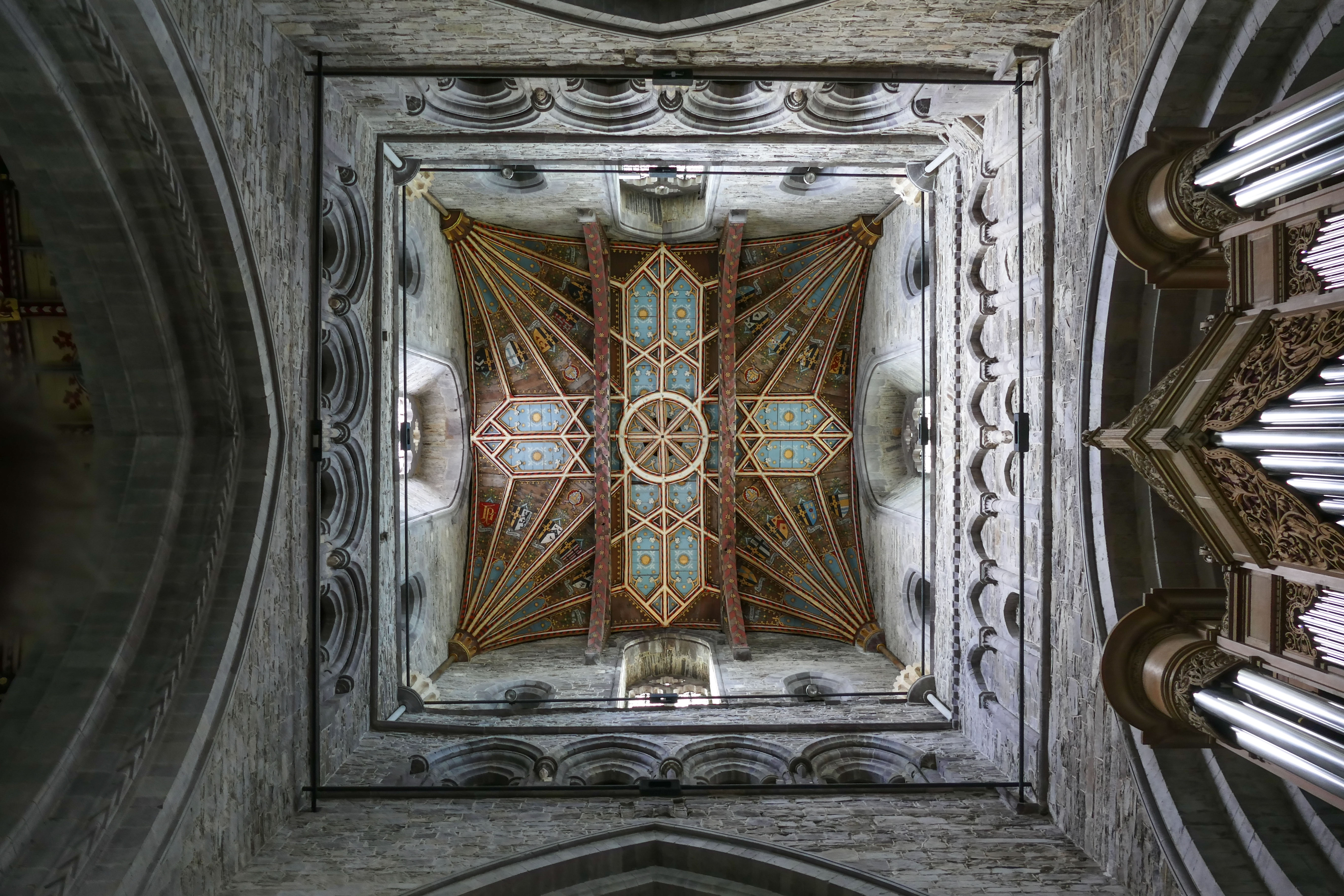
クワイヤ上の扇形ヴォールトを模った天井装飾

### クワイヤ
十字形のクロッシングの中央塔の真下にあたる現在のクワイヤ (Choir) は、15 世紀末から 16 世紀初頭のうちに構築されたもので、オルガン後方に聖歌隊席を備える。天井の装飾などは19世紀のジョージ・ギルバート・スコットの修復による。
かつてクワイヤの障壁に設置された1883年のオルガンは、1953年に改修・拡張されていた。2000年にハリソン・アンド・ハリソンにより完成した新しいオルガンは、当初のオルガンのパイプの構成から着想を得て再設計・拡大されたものである。
南東の一角にある14 世紀の主教座（Bishop's throne〈ラテン語: Cathedra、着座椅子〉）は、16 世紀初頭にこの位置に移された。特別な儀式を執り行なうこの椅子は主教の象徴であり、大聖堂（カテドラル、cathedral）の呼称に通じる。

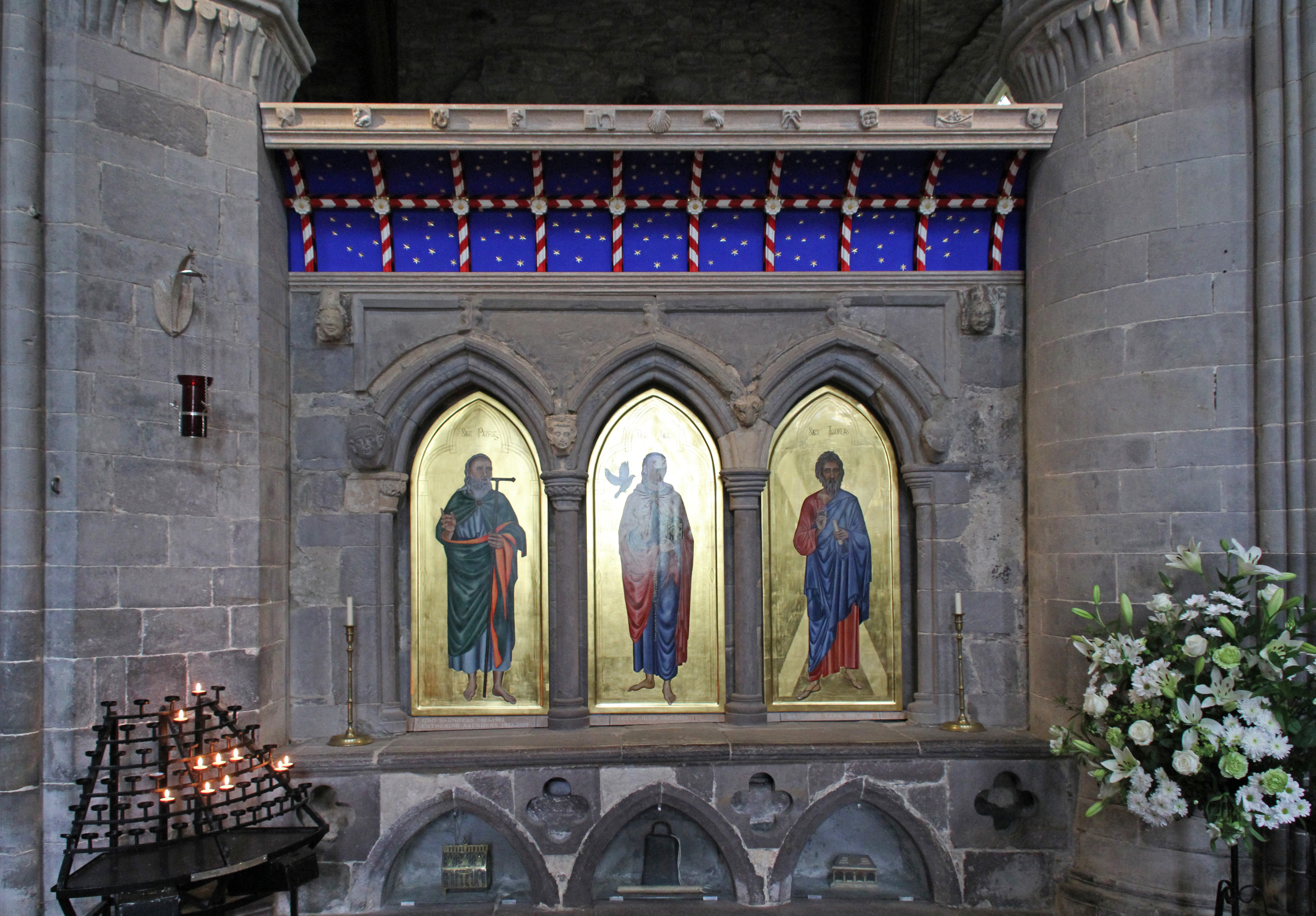
復元された聖デイヴィッド祠堂

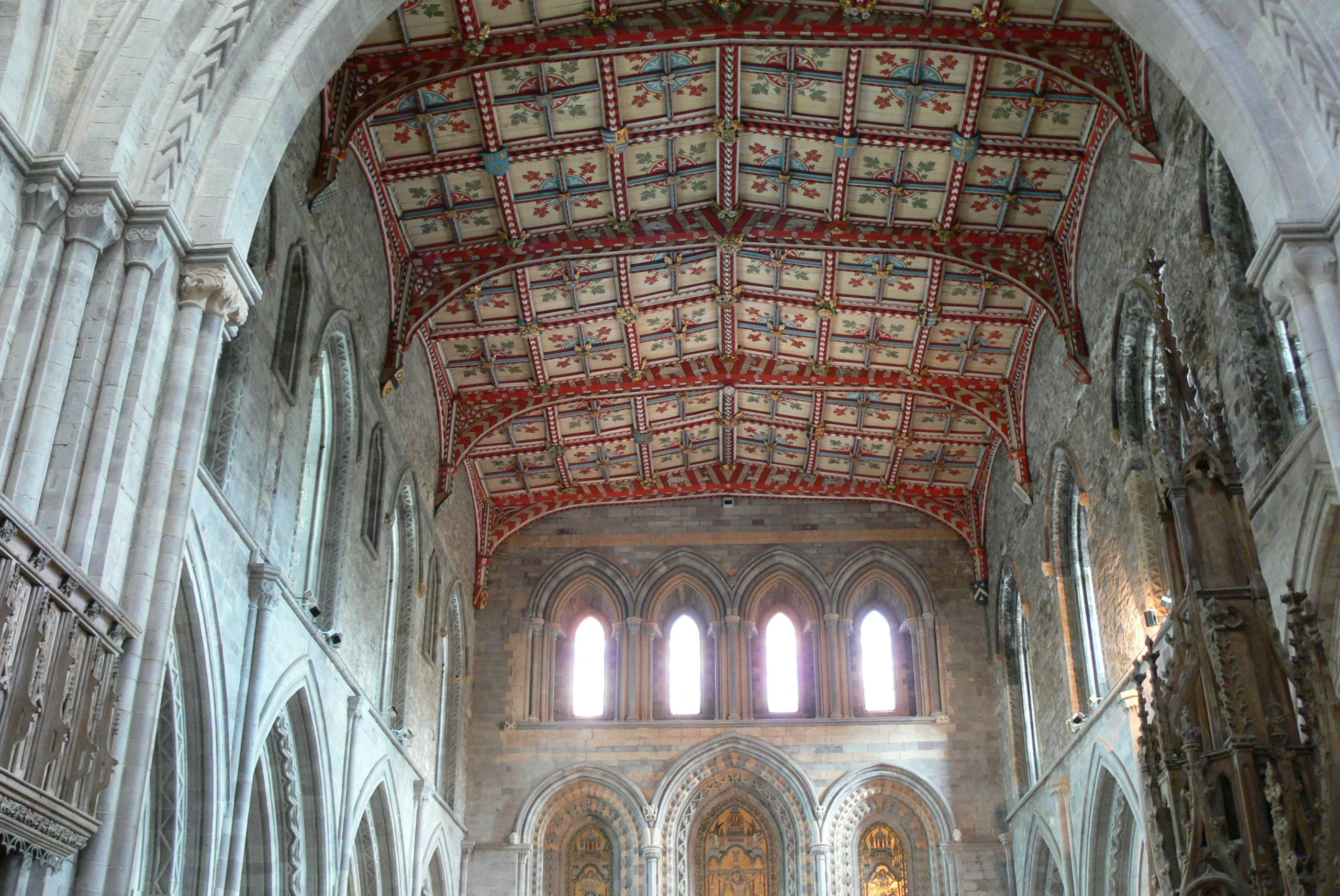
内陣の装飾された天井

### 内陣
16世紀、主教エドワード・ヴォーンのもとに構築された内陣 (Presbytery) は、クロッシングにあるクワイヤの東に隣接してある。典麗な装飾が見られる天井は、19世紀の修復において、はり部材が付加されている。また、内陣の高祭壇 (High alter) の後方にある黄金色のモザイクも、19 世紀に加えられており、それらはガラスやモザイクを専門とするヴェネツィアのサルヴィアティ (Salviati) によるものである。
クワイヤと内陣との間には、エドマンド・テューダーの墓（石棺）が配置され、また、向かいの内陣の一角に聖デイヴィッドの祠堂がある。かつて聖デイヴィッドおよび同時代の聖人である聖ユスティニアンの遺物を保管していたといわれる祠堂は当初の位置にあり、復元された壁面の3つのアーチ内には、中央に聖デイヴィッド、左に聖パトリック、右に聖アンドリューの像がそれぞれ描かれている。

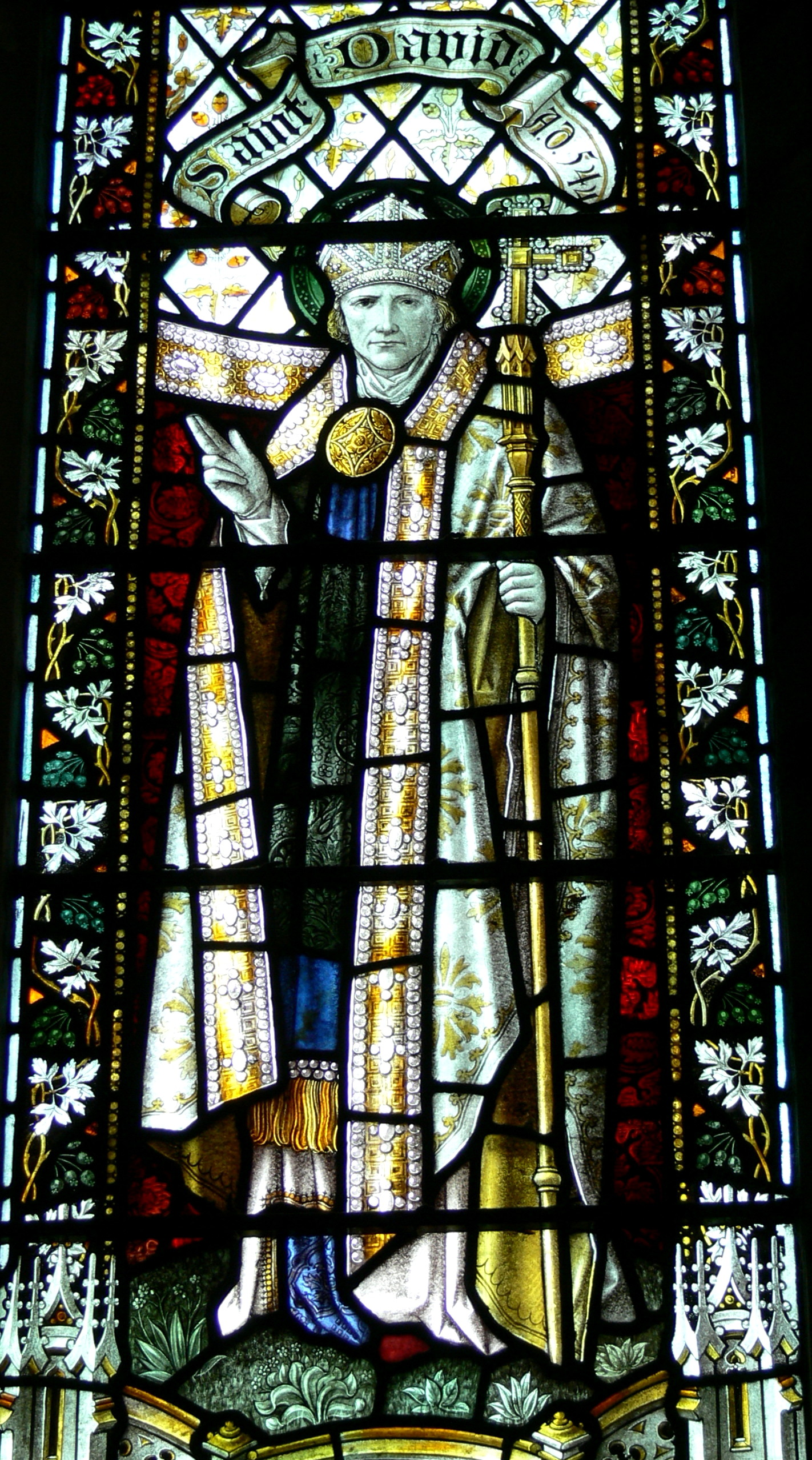
トマス・ベケット礼拝堂の聖デイヴィッドのステンドグラス（20世紀）

### 礼拝堂
内陣の東には、主教ヴォーンによる扇形ヴォールトのある聖三位一体礼拝堂 (Holy Trinity chapel) が隣接し、その祭壇および祭壇上の装飾は中世の断片により復元されたものである。また、ここに見られるオークの小箱（カスケット、casket）には、聖デイヴィッドと聖ユスティニアンの遺骨が納められていると長らく信じられていた。
北翼廊 (North transept) 付近にある聖トマス・ベケットの礼拝堂 (St Thomas Becket's chapel) には、聖デイヴィッドを描いたステンドグラス（20世紀）がある。南翼廊 (South transept) には、カラスに食べ物を与えられたエリヤ（列王記第一17章6節）の17世紀のクレタ島のイコンがある。
大聖堂の東端の南側には、証聖者聖エドワードの礼拝堂 (Chapel of St Edward the Confessor) がある。ここに安置された墓（石棺）は、主教ジェンキンソン（John Banks Jenkinson、1825-1840年）の孫娘であるメイドストーン伯爵夫人のものである。ここからすぐ、1901 年に修復された聖母礼拝堂に通じている。

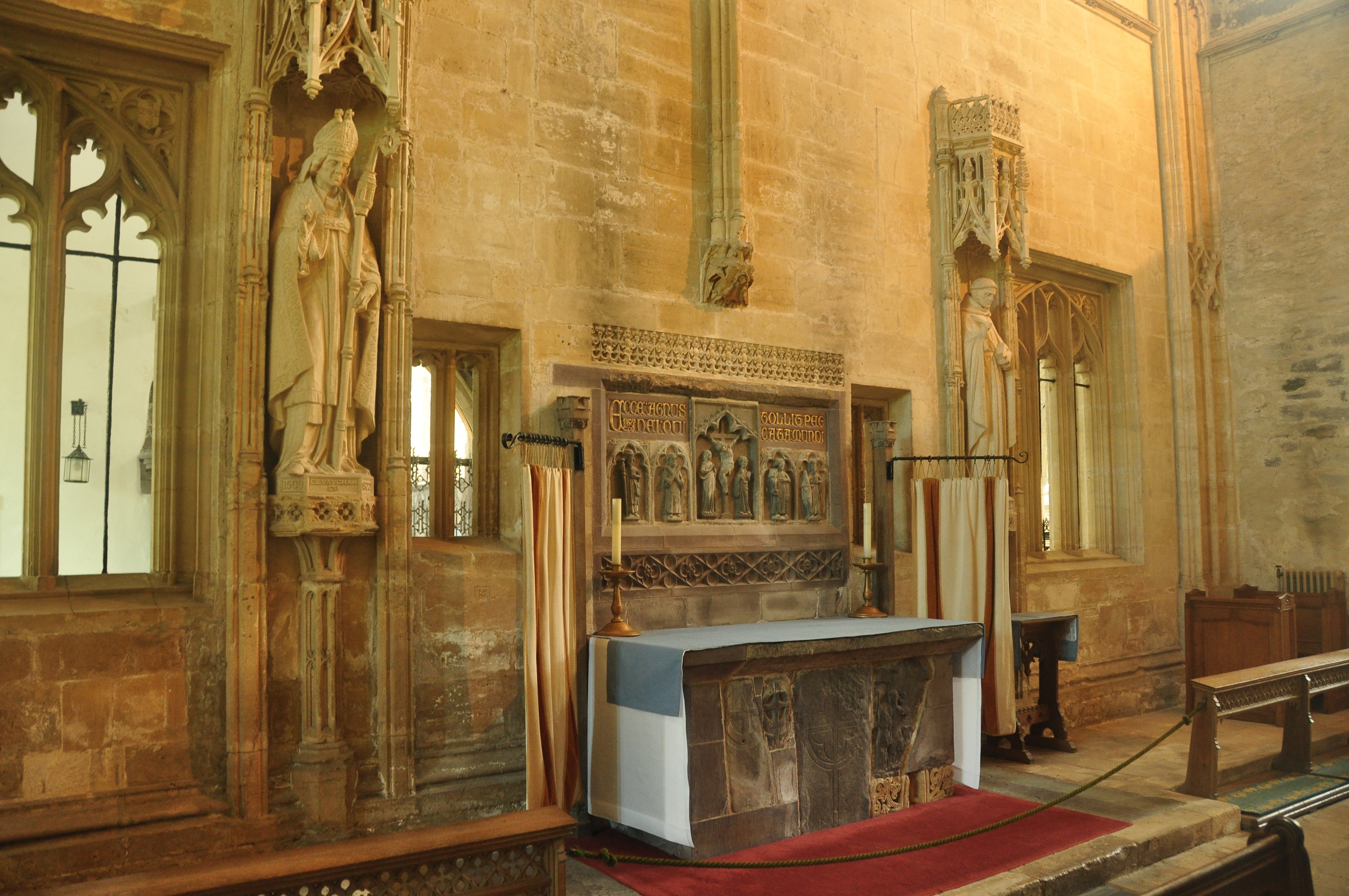
聖三位一体礼拝堂
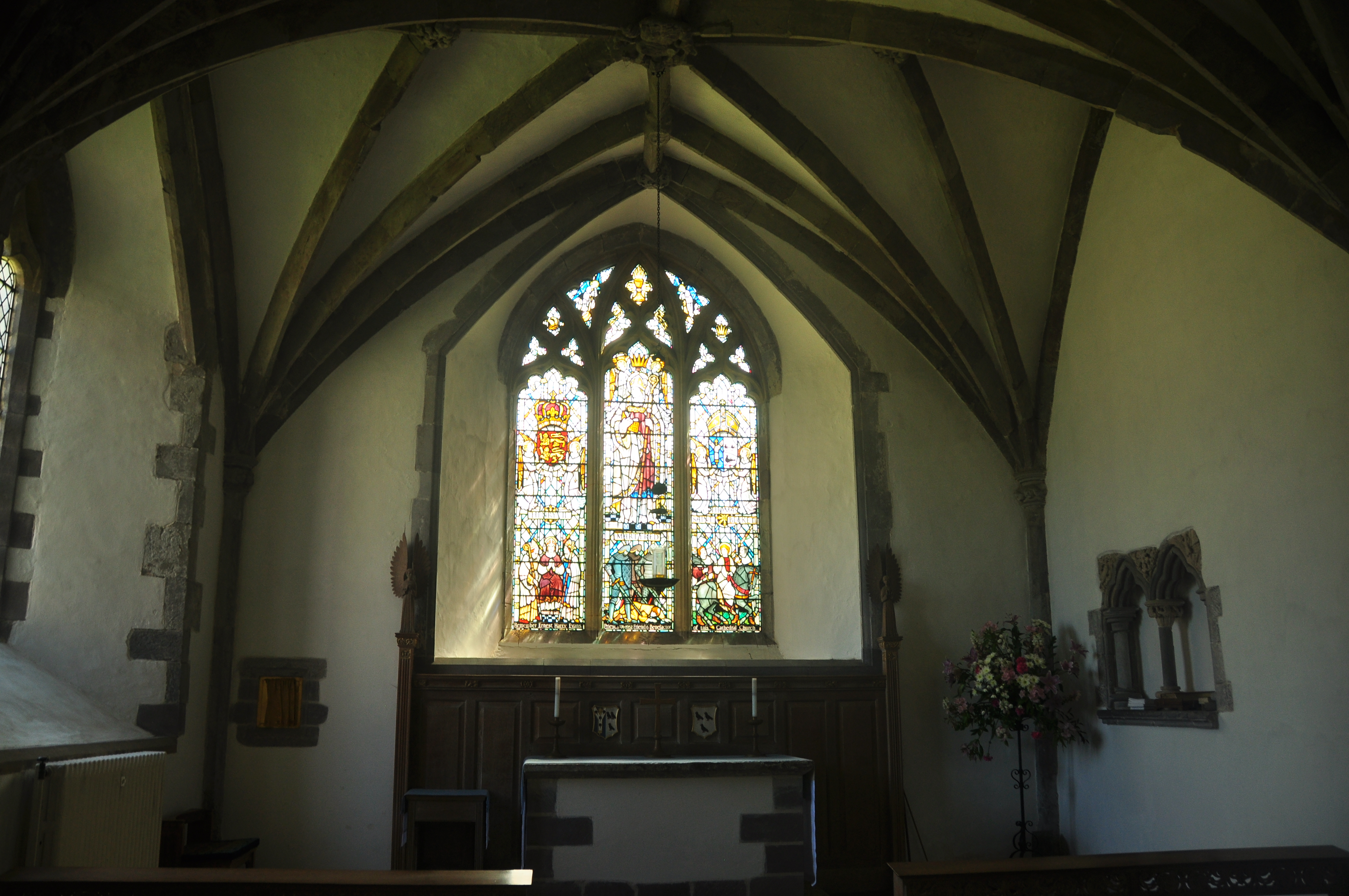
聖トマス・ベケット礼拝堂
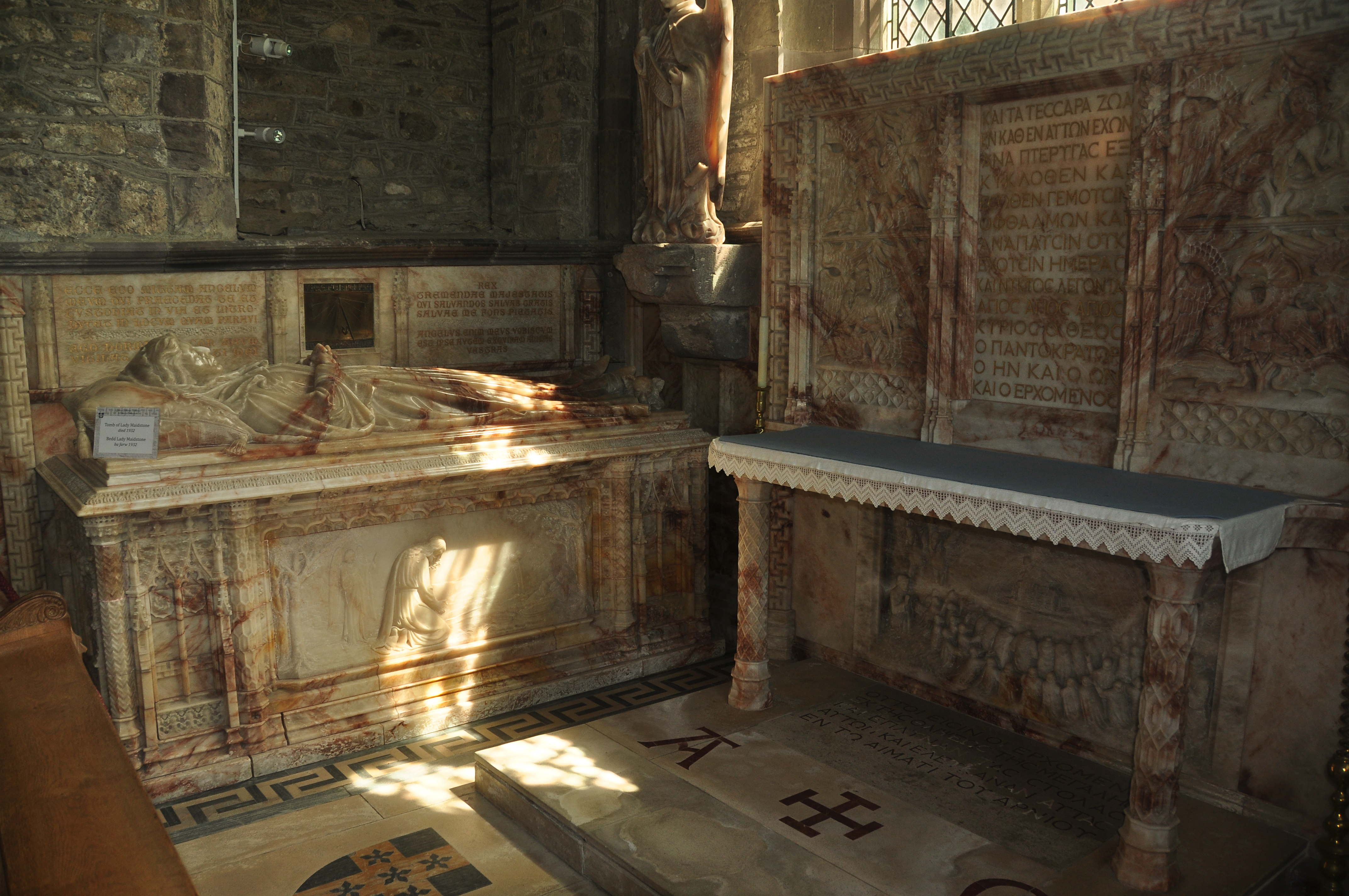
証聖者聖エドワード礼拝堂
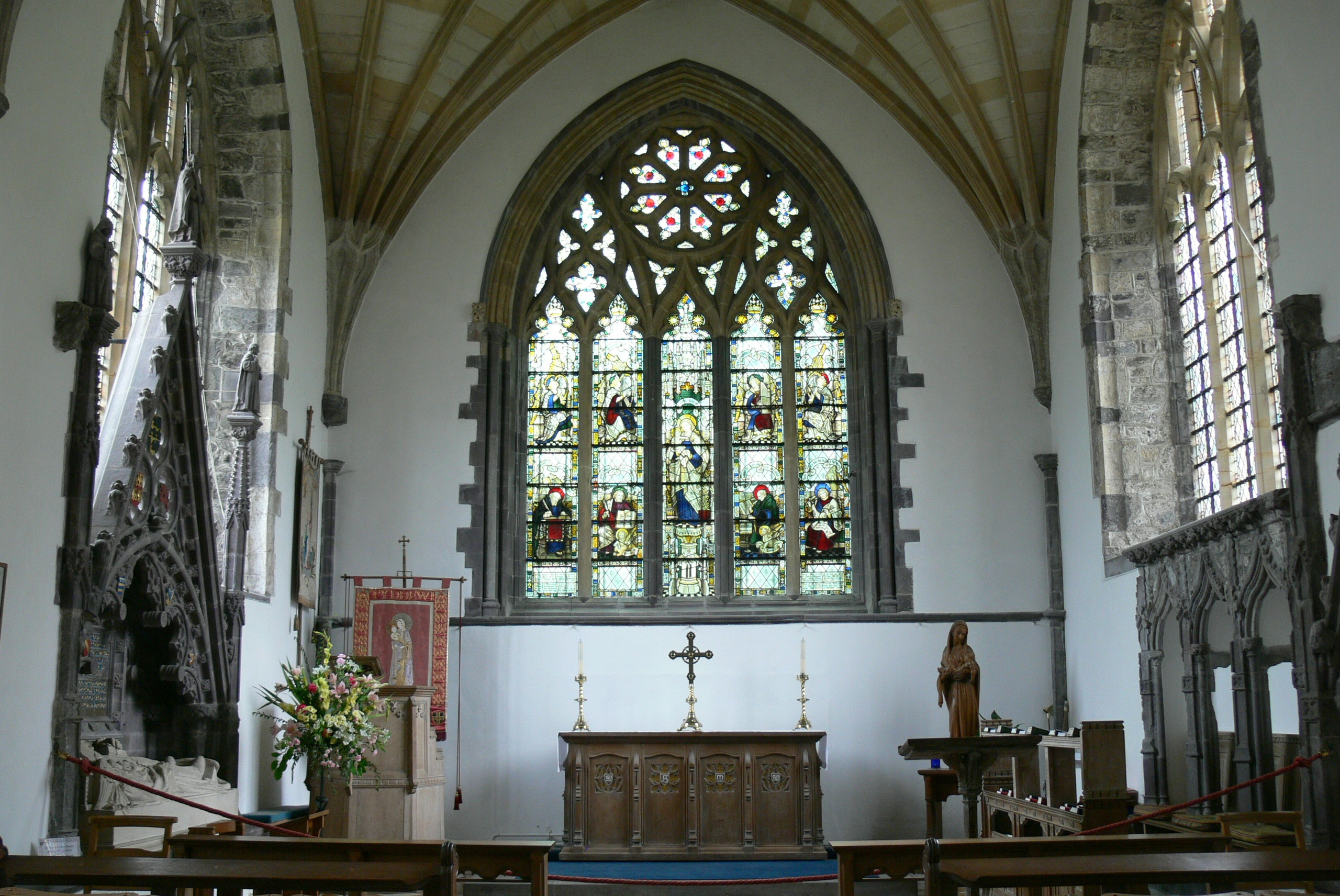
聖母礼拝堂（英語版）

## 活動
各週7日のうち5日ある賛美礼拝とともに、毎日少なくとも3度の礼拝に説教もしくは詠唱がある。セント・デイヴィッズにおける大聖堂の聖歌隊は、少年や男性ではなく少女を主聖歌隊に起用したイギリス連合王国でも例のない大聖堂聖歌隊であった。多くはこれをソールズベリー大聖堂に起因するとも捉えられるが、ソールズベリーでは少年と少女を同様に採用するのに対して、セント・デイヴィッズでは少女が大聖堂の聖歌隊員の「主体」になっている。少年の聖歌隊もあり、毎週の夕べの歌は、大聖堂の週のうちの主要な行事である。
聖デイヴィッド大聖堂祭が毎年、聖霊降臨祭 (Whitsun) の学校の休暇を通して開催され、いくつかの世界最高水準の演奏を披露している。その週にはプロフェッショナルおよび若手の演奏者が、何千人もの人の前に出演する。大聖堂聖歌隊は、最終の夜に演奏される一流の合唱やオーケストラの祭典と同じく、毎年ハイライトの1つとして非常に人気の高い演奏会を行っている。

## 伝説

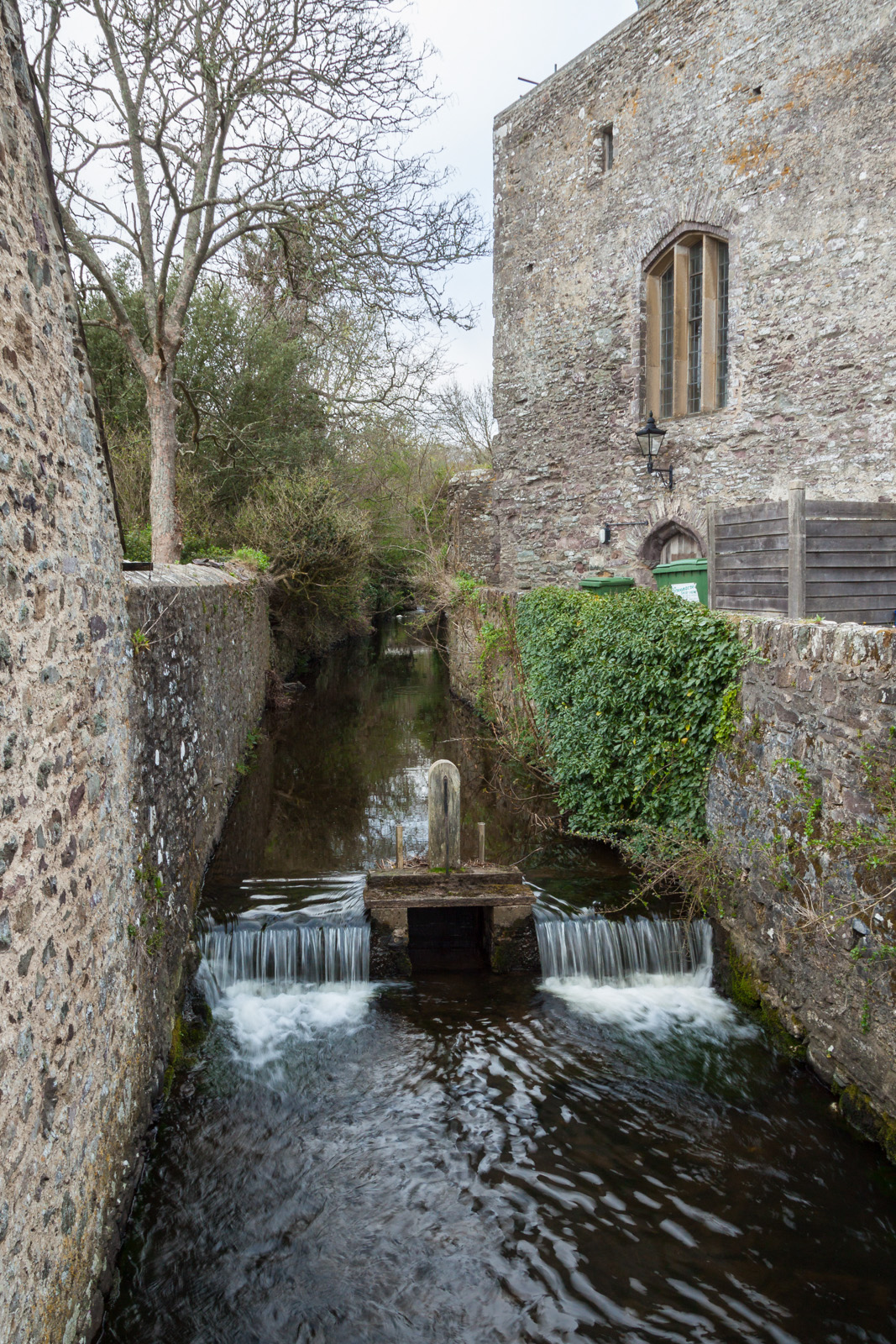
セント・デイヴィッズのアラン川の渓流

13世紀、ジェラルド・オブ・ウェールズは、セント・デイヴィッズのアラン川の渓流を越えて教会から続く、ある大理石の歩道橋の不思議な話を伝えている。その大理石は ‘Llechllafar’ （「話す石」）と呼ばれ、それはかつて死体が埋葬のためにその橋を渡って墓地に運ばれるときに話をしたことによる。話に力を尽くした結果、長さ 10フィート (3.0 m)、幅 6フィート (1.8 m)、厚さ 1フート (0.30 m) の大きさであったにもかかわらず壊れてしまった。この橋は、その歳月とそこを渡り歩く幾多の人により平たく摩耗していたが、その迷信は非常に深く、もうその上を越えて死体が運ばれることはなかった。この古い橋は16世紀に架け替えられ、現在の所在は知られていない。
もう1つの伝説は、マーリンが、赤い手の男により負傷したイングランド王でアイルランド征服者の Llechllafar 上での死を予言したというものである。王ヘンリー2世は、アイルランドから立ち寄ったセント・デイヴィッズへの巡礼の際、その予言を聞くと、何ら悪い影響もなく Llechllafar を渡った。王は、マーリンが嘘つきであったと豪語したが、近くにいた者は、王はアイルランドを征服することはなく、従って予言の王ではなかったと答えた。これは本当のこととなり、ヘンリーは決してアイルランド全体を征服することはなかった。

## 埋葬
- リース・アプ・グリフィズ（英語版）（Rhys ap Gruffydd、1132-1197年） - デハイバーズ（英語版）国王
- ジェラルド・オブ・ウェールズ（Gerald of Wales、1146-1223年）
- トーマス・ファストルフ（英語版）（Thomas Fastolf、?-1361年） - セント・デイヴィッズ主教
- アダム・ホートン（Adam Houghton、?-1389年） - セント・デイヴィッズ主教
- ベネディクト・ニコルス（英語版）（Benedict Nichols、?-1433年） - セント・デイヴィッズ主教
- エドマンド・テューダー（Edmund Tudor, 1st Earl of Richmond〈リッチモンド伯〉、1430-1456年） - ヘンリー7世の父
- エドワード・ヴォーン（Edward Vaughan、?-1522年） - セント・デイヴィッズ主教